# Diamanto Manolakou
Diamanto Manolakou este un om politic grec, membru al Parlamentului European în perioada 2004-2009 din partea Greciei.
1. ↑   https://vouliwatch.gr/mp/manolakoy-diamanto, accesat în 29 noiembrie 2017 Lipsește sau este vid: |title= (ajutor)
2. ↑  Deputații în Parlamentul European
3. ↑   https://www.hellenicparliament.gr/en/Vouleftes/Viografika-Stoicheia/?MPId=c273bc69-6661-415f-8c70-63b01a08e9c1, accesat în 24 mai 2019 Lipsește sau este vid: |title= (ajutor)